# ラルス・オルセン
ラルス・オルセン（Lars Olsen, 1961年2月3日 -）は、デンマーク出身の元サッカー選手、サッカー指導者。ポジションはDF（センターバック）。

## 経歴
オルセンは若い頃から世代別代表のデンマーク代表に選出されるなど将来を嘱望され、1979年に3部リーグのグロストルップIF 32で選手キャリアをスタートさせると、1981年に1部リーグのキューゲBKへ移籍し、1985年に強豪のブレンビーIFへ移籍した。ブレンビーでは移籍初年度の1985年、1987年、1988年とリーグ制覇に貢献し、1988年にはデンマーク年間最優秀サッカー選手賞を受賞した。1989年にもデンマーク・カップをもたらしたオルセンは1991年にクラブを去り、トルコのトラブゾンスポルに移籍、1992年にトルコカップ制覇に貢献した。その後、ベルギーのRSCスラン、スイスのFCバーゼルと渡り歩き、1996年にブレンビーへ復帰。この年を最後に現役を引退した。
デンマーク代表としては1986年4月のブルガリア戦で代表デビューを飾った。同年6月のFIFAワールドカップ・メキシコ大会出場は成らなかったが、大会終了後には、ベテランのモアテン・オルセンに代わってレギュラーに定着し主将も務める様になった。現役を通じてワールドカップ出場は成らなかったが、3度の欧州選手権出場（UEFA欧州選手権1988、UEFA EURO '92、UEFA EURO '96）に出場。1992年6月の欧州選手権では守備のリーダーとして選手を統率し同国の初優勝に貢献した。1996年に代表から退くまで国際Aマッチ84試合出場4得点を記録した。
引退後は指導者の道へ進み、古巣のブレンビーIFでコーチを務めていたが、2003年にデンマーク・ファーストディビジョンのラナースFCの監督に就任、2004-05シーズンにデンマーク・スーペルリーガ昇格に導いた。クラブは1年後に降格したが、2006年にデンマーク・カップをもたらした。2007年夏から2010年9月までオーデンセBKの監督を務めた。2011年11月、フェロー諸島代表監督に就任した。

## タイトル
選手
- 1992年ヨーロッパ選手権スウェーデン大会優勝：(1992)
- デンマーク・スーペルリーガ優勝：6回 (1984-85, 1986-87, 1987-88, 1989-90, 1990-91, 1995-96)
- デンマーク・カップ優勝：1回 (1988-89)
- トルコ・カップ準優勝：1回 (1991-92)

監督
- デンマーク・カップ優勝：1回 (2005-06)

個人タイトル
- デンマーク年間最優秀サッカー選手賞 : 1回 (1988)